# 愛知県国際展示場

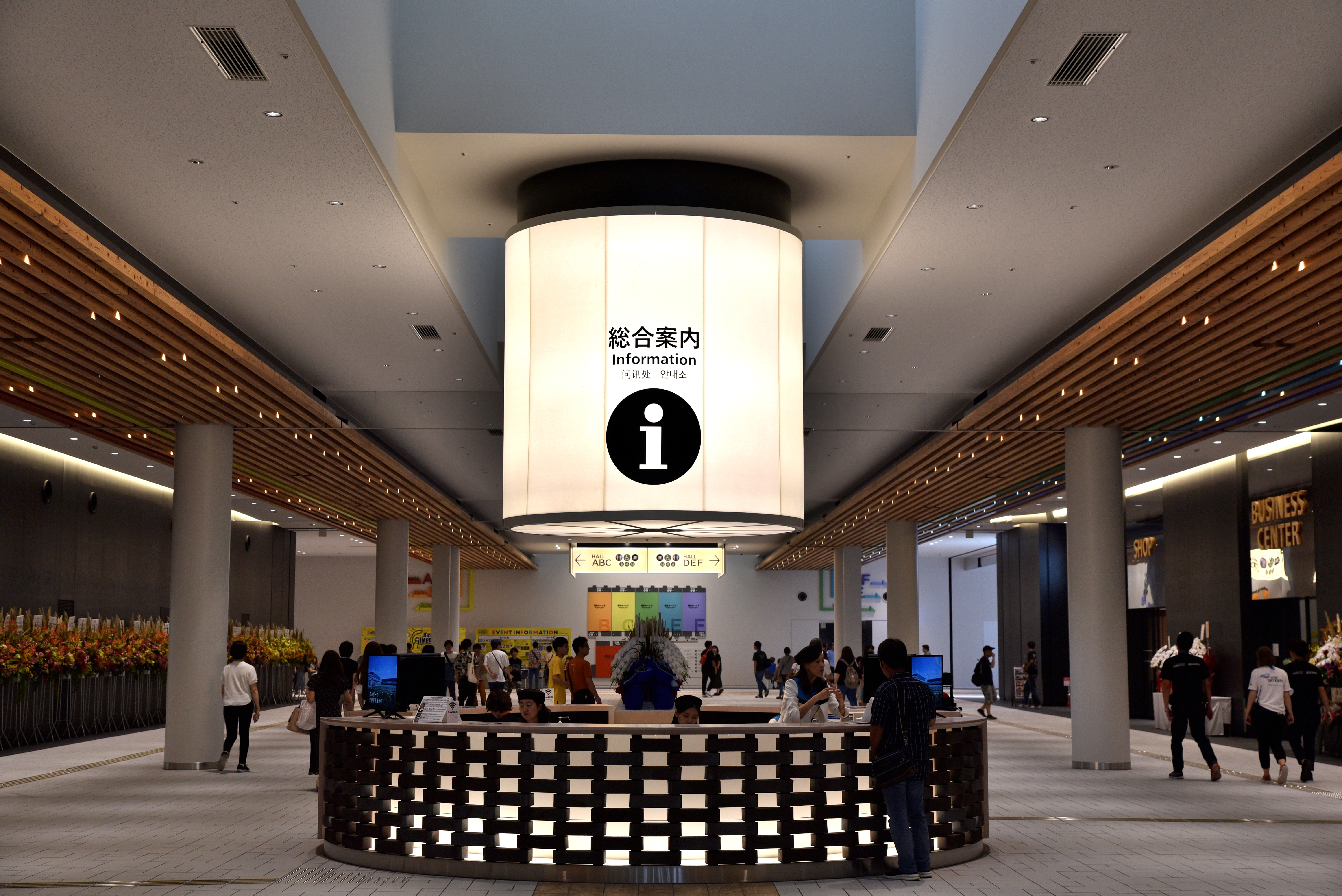
総合案内。

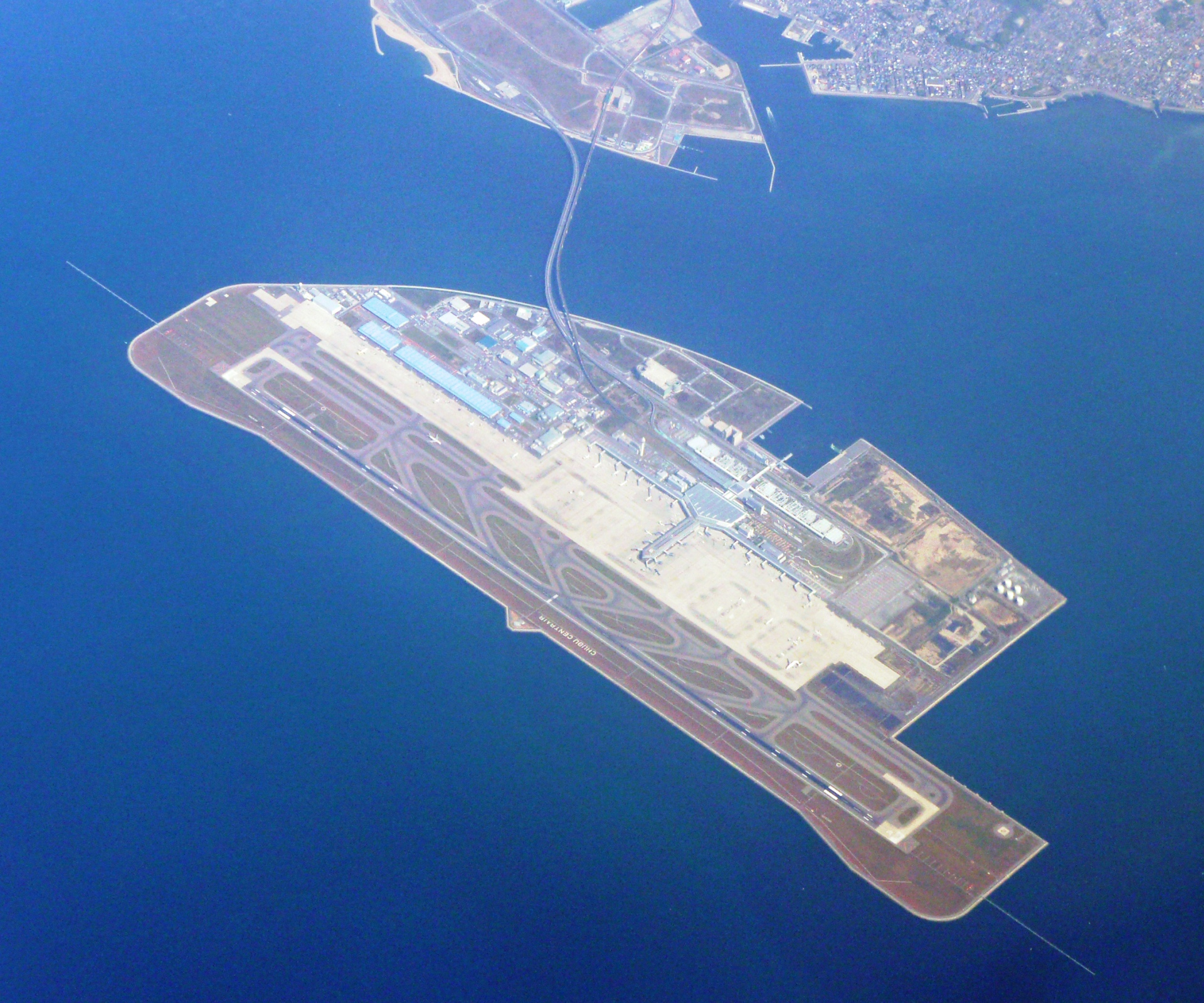
中部国際空港島全景。展示場は中央右の未利用地に建設される。

愛知県国際展示場（あいちけんこくさいてんじじょう）は、愛知県常滑市セントレアの中部国際空港島内にある国際展示場。愛知国際会議展示場株式会社が管理・運営する。愛称はAichi Sky Expo（アイチ スカイ エキスポ）。

## 概要
愛知県企業庁が保有する中部国際空港島内の開発用地（中部臨空都市）28.7ヘクタールに、展示面積6万平方メートルの国際展示場を建設する計画である。2014年（平成26年）10月28日に愛知県知事の大村秀章が大規模国際展示場の整備計画を発表、その後、2016年（平成28年）2月3日に計画決定が発表された。完成後は東京ビッグサイト、幕張メッセ、インテックス大阪に次ぐ日本第4位の国際展示場となった。
2020年東京オリンピック・パラリンピックの影響により、東京ビッグサイト、幕張メッセなどが使用され、展示会の開催が困難となる首都圏の需要を取り込むため、2019年（令和元年）6月中旬に竣工、同年8月30日に開業した。
施設は費用縮減と工期短縮のため、比較的簡素で運用コスト低減に配慮した構造となっている。設計・施工事業者の入札は総合評価落札方式で行われ、4者の企業・共同事業体が参加、2016年（平成28年）10月17日に竹中工務店が約341億円で落札した事が発表された。
運営はコンセッション方式で行われる予定で、運営期間は15年以上とした上で、展示場の維持管理・運営、駐車場や飲食サービスなどの付帯事業、展示場と組み合わせて行う任意の事業などの提案を募集、2017年（平成29年）10月を目処に優先交渉権者を決定する予定である。利用料は、首都圏・大阪の大規模展示場と比較して6割程度の設定とされた。稼働率25パーセントで収支が均衡する見込みである。
名古屋市は、名古屋市国際展示場（ポートメッセなごや）の再整備（40,000平方メートルへ拡張）および空見ふ頭への新国際展示場（50,000平方メートル）建設を計画している。名古屋市は新国際展示場について愛知県との共同事業化を提案していたが、用地確保の難航などにより計画が遅れ、2019年（令和元年）の開業を目指していた愛知県は単独で中部国際空港に国際展示場を建設する計画を決定、名古屋市も単独で事業を行う方針に転換した。愛知県側は拡張後の「ポートメッセなごや」については連携した利用を想定しているが、名古屋市の新国際展示場建設には反対する姿勢を示している。
その後、名古屋市は空見ふ頭への新展示場を整備する構想を断念したことを明らかにした。
日本では唯一となる空港隣接の国際展示場であることから、海外からのアクセスの良好さを売りとしており、日本初となる常設の保税展示場も用意される。

## 施設
コンサートなどにも利用可能な無柱空間のホール1区画を含む展示ホール6区画、会議室、エントランス、駐車場および屋外の多目的利用地が設けられる。展示ホールのバックヤードは建屋の北面と東面に設けられ、10トントラックが離合可能なスペースが確保される。
- エントランス

- 展示ホールA（100×100m、10,000平方メートル）
  - コンサートなどでの利用を想定した無柱空間。着席で6,500名を収容可能。

- 展示ホールB～F（各135×75m、10,000平方メートル）
  - 展示会などでの利用を想定、BからFの5つの区画が設けられる。隣接するホール間は6箇所のシャッターが設けられ一体的な利用が可能。

- 会議室（3,000平方メートル）
  - エントランスホールに隣接して大中小の会議室を設置。

- 多目的利用地（4.4ha）
  - 屋外展示場兼臨時駐車場。

## 催し物
開催するイベントスケジュールは、開館スケジュールを参照。
展示ホールでは、展示会やコンサート、就職活動等のセミナーなどが行われる。
開催された主な展示会としては、2021年（令和3年）に世界最大級の食品製造総合展「FOOMA JAPAN」（従来は東京ビッグサイトで開催。東京五輪のため使用できず）が、当展示場の開業後初めて全館使用した催事となった。2022年（令和4年）には、東京・大阪に次ぐ国内3番目のモーターサイクルショーとして「第1回名古屋モーターサイクルショー」が開催された。
なお、大規模イベントが行われる際には名鉄電車が臨時で運行されることがある。
杮落とし公演は、ライブエンタティメントとeスポーツの祭典「AICHI IMPACT! 2019」。

## アクセス
空港への公共交通機関（バス・鉄道・高速船）は、ターミナルビルに隣接した名鉄空港線 中部国際空港駅直結のアクセスプラザに集約されており、展示場へは徒歩5分で移動可能である。
空港立体駐車場とは別に、約3,400台分の展示場駐車場および約1,400台分の臨時駐車場として利用可能な多目的利用地が設けられている。

## ギャラリー

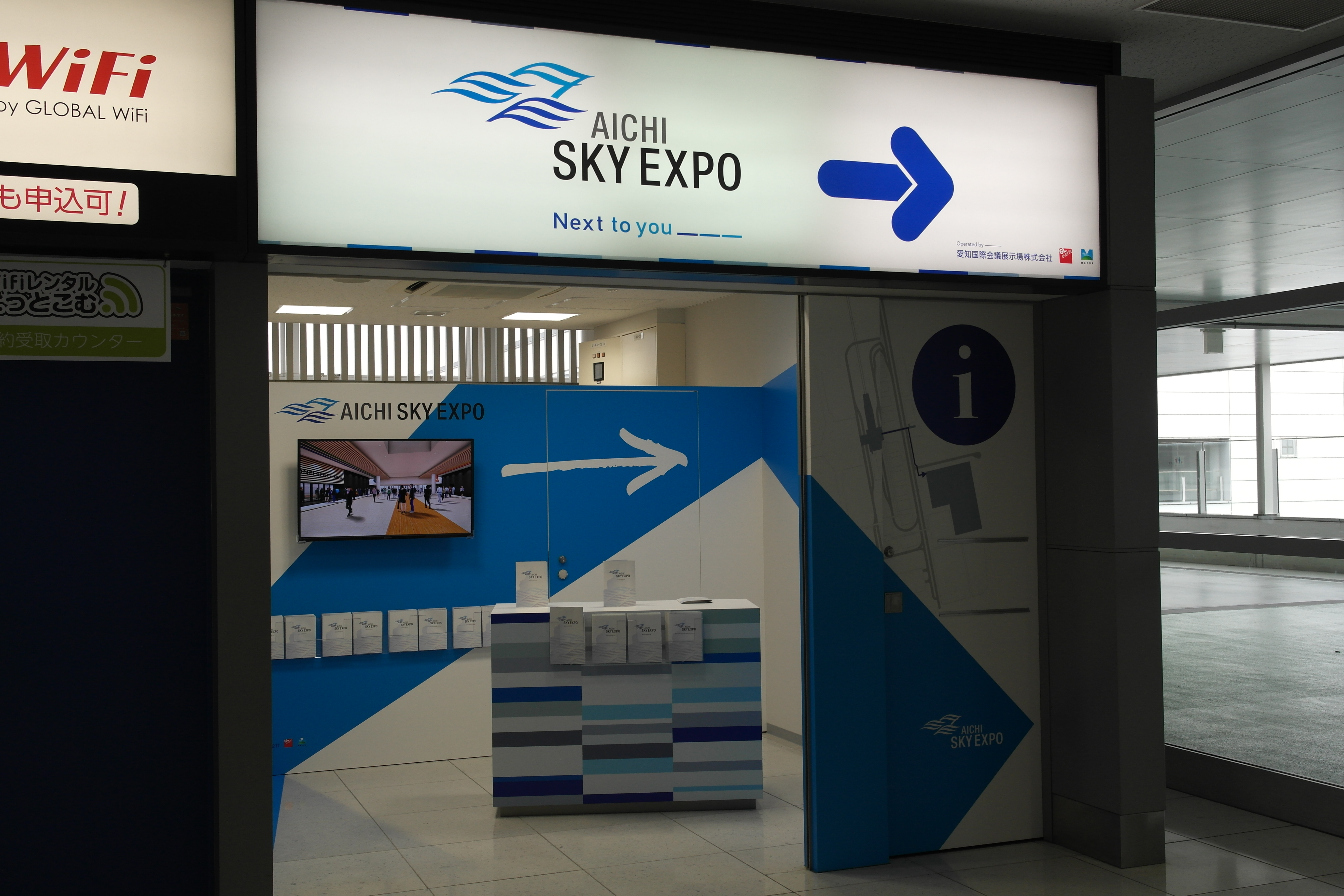
アクセスプラザに設けられたインフォメーションブース。
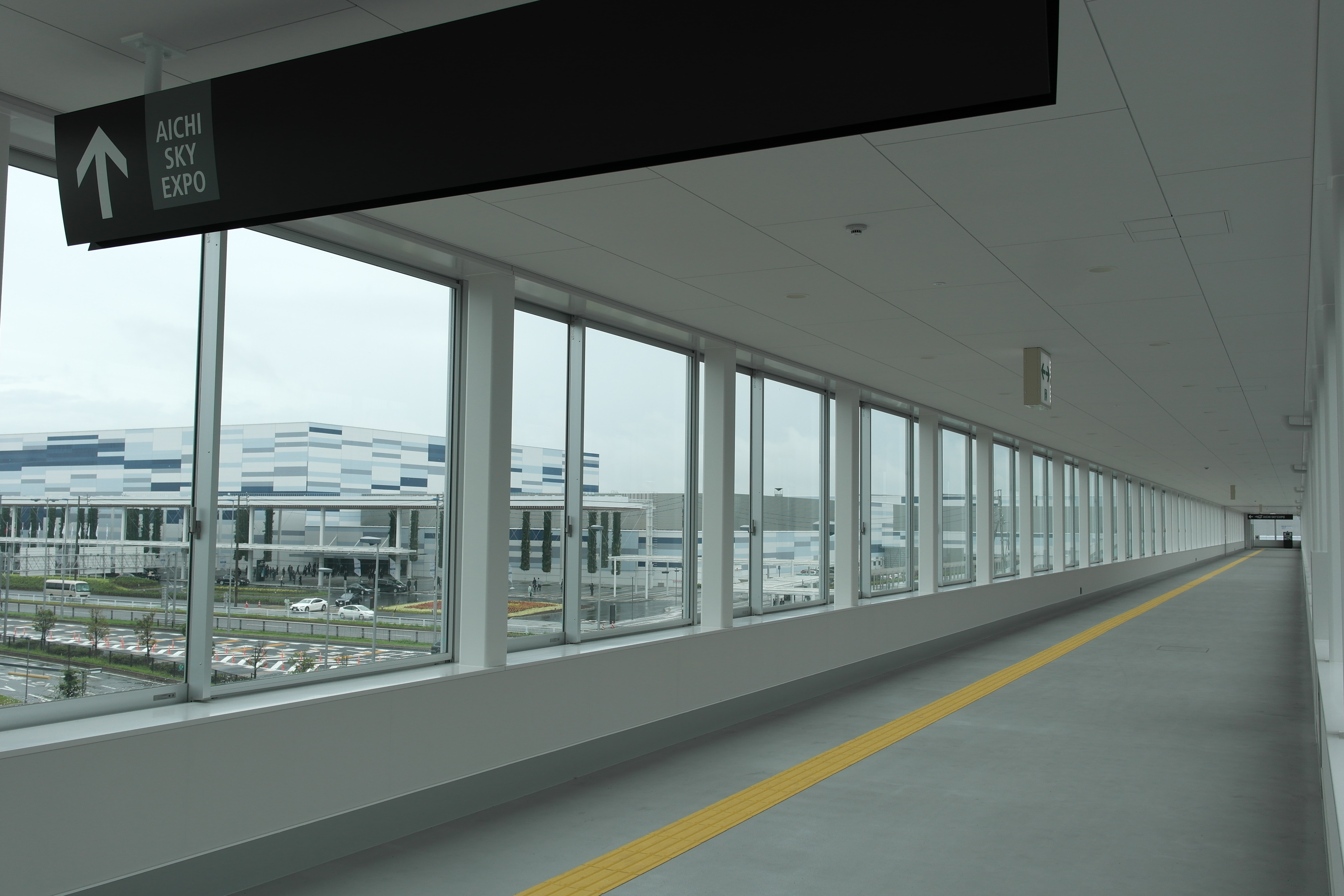
空中回廊（ペデストリアンデッキ）から見た展示場。